# クイーン・シャーロット -ブリジャートン家外伝-
『クイーン・シャーロット ～ブリジャートン家外伝～』（クイーン・シャーロット ブリジャートンけがいでん、原題: Queen Charlotte: A Bridgerton Story）は、Netflixで配信される19世紀初頭のロンドンを舞台にしたアメリカのテレビドラマ。

## 概要
『ブリジャートン家』シリーズのスピンオフ作品で、公開はシーズン1、2に続く3作目。シャーロット王妃がジョージ3世と出会い婚姻した1761年と、王家の後継者である孫のシャーロット王女を亡くした1817年（本編シーズン2後）の2つの時代で構成されている。
シャーロットとジョージの結婚を機に、有色人種にも爵位を与え貴族社会に迎え入れるという英国王室の「大いなる試み」の経緯も描かれている。

## 登場人物
特に表記のない場合は1761年
※括弧内は日本語吹替。

### メインキャスト
シャーロット王妃
演 -  インディア・リア・アマルティフィオ（1761）（中村カンナ）/ゴルダ・ロシューベル（1817）（塙 英子）
17歳でドイツの小国メクレンブルク公国からジョージ３世に嫁ぎ15人の子をもうける。実在のシャーロット王妃が複数の人種の血を引く人物という歴史的推測に基づいた配役となっている。
ジョージ3世
演 - コリー・ミルクリースト（1761）（住永侑太）/ ジェームズ・フリート（1817）（小林操）
英国王。科学、農業、天文学などに高い関心を寄せ、自ら熱心に研究に携わった。だが結婚以前より妄想や幻覚、錯乱を伴う病気を患い、1817年の時点では公の場に出ることはない。
アガサ・ダンベリー
演 -  アーセマ・トーマス（1761）（内海安希子）/アッジョア・アンドー（1817）（塩田朋子）
「大いなる試み」によりシャーロット王妃の侍女の一人に選ばれ、「レディ・ダンベリー」の称号を得る。

### 王室関係者
ブリムズリー
演 -  サム・クレメット（1761）（岩中睦樹）/ヒュー・サックス（1817）（七海太郎）
シャーロット王妃が英国に来て以来仕える従僕。
レイノルズ
演 - フレディ・デニス（熊谷健太郎）
ジョージ３世の従僕。ブリムズリーと深い関係にある。
オーガスタ王后妃
演 - ミシェル・フェアリー（土井美加）
ジョージ３世の母。「大いなる試み」を推進する。
アドルファス公爵
演 - タンジ・カシム
メクレンブルク・シュトレーリッツ家当主でシャーロットの兄。
ジョン・モンロー
演 - ガイ・ヘンリー
医師。過激で急進的な治療をジョージ３世に施す。
ジョージ王子
演 - ライアン・ゲイジ
ジョージ3世とシャーロット王妃の長子で王太子。のちのジョージ4世。1817年、唯一の嫡出子シャーロットが亡くなる。

### 貴族とその関係者
ビュート卿
演 -  リチャード・カニンガム（橋本信明）
英国首相。
ハーマン・ダンベリー卿
演 - シリル・ヌリ
アガサの夫。父はシエラレオネの王。「大いなる試み」により称号を与えられダンベリー卿となる。
レッジャー卿
演 - キア・チャールズ（橋本信明）
他の白人貴族と異なり「大いなる試み」に賛同し、アガサの理解者となる。
ヴァイオレット・レッジャー（ヴァイオレット・ブリジャートン）
演 -コニー・ジェンキンス・グレイグ （1761）、 ルース・ジェメル（1817）（日野由利加）
レッジャー卿の一人娘。ブリジャートン家の８人の子供の母。
コーラル
演 - ペイヴァンド・サデギャン
ダンベリー家でアガサの腹心の侍女。
レディ・ホイッスルダウン
声 - ジュリー・アンドリュース（谷育子）
社交界の醜聞を書き立て、王や王妃をも痛烈に批判するゴシップ紙を発行する謎の人物。また1871年のパートのナレーションを担当。

## エピソード
| 話数 | タイトル           | 原題               | 監督         | 脚本                                                                  |
| ---- | ------------------ | ------------------ | ------------ | --------------------------------------------------------------------- |
| 1    | 未来の王妃         | "Queen to Be"      | トム・ベリカ | ションダ・ライムズ                                                    |
| 2    | 素晴らしき新婚生活 | "Honeymoon Bliss"  | トム・ベリカ | ションダ・ライムズ                                                    |
| 3    | 偶数日             | "Even Days"        | トム・ベリカ | ションダ・ライムズ                                                    |
| 4    | 王を支えよ         | "Holding the King" | トム・ベリカ | Nicholas Nardini                                                      |
| 5    | 花盛り             | "Gardens in Bloom" | トム・ベリカ | 原案 : ションダ・ライムズ 脚本 : ションダ・ライムズ& Nicholas Nardini |
| 6    | 至宝               | "Crown Jewels"     | トム・ベリカ | ションダ・ライムズ                                                    |